# Братя (сериал)
Братя е български криминален сериал от 2020 г., продуциран и създаден от Краси Ванков, по сценарий на Теодора Маркова и Невена Кертова. В главните роли са Владимир Михайлов, Христо Шопов, Йоанна Темелкова, Алекс Иванов. Премиерата на сериала е на 7 септември 2020 г. по NOVA.

## Сезони
| Сезон | Сезон | Час и ден на излъчване      | ТВ Сезон      | Епизоди | Премиера            | Финал              |
| ----- | ----- | --------------------------- | ------------- | ------- | ------------------- | ------------------ |
|       | 1     | всеки делник, 22:30         | 2020 (есен)   | 65      | 7 септември 2020 г. | 4 декември 2020 г. |
|       | 2     | вторник-четвъртък, 22:30    | 2021 (пролет) | 39      | 23 февруари 2021 г. | 20 май 2021 г.     |
|       | 3     | всеки делник, 22:30         | 2021 (есен)   | 65      | 6 септември 2021 г. | 3 декември 2021 г. |
|       | 4     | вторник-петък, 22:30        | 2022 (пролет) | 52      | 22 февруари 2022 г. | 20 май 2022 г.     |
|       | 5     | понеделник-четвъртък, 22:30 | 2022 (есен)   | 48      | 5 септември 2022 г. | 24 ноември 2022 г. |

## Сюжет
Внимание:  Текстът по-долу разкрива сюжета на произведението (или части от него)!

### Сезон 1
Сюжетът разказва за непримиримата семейна война между братята Донкови – следователят от ГДБОП Борис Донков, оглавяващ отдел за борба с наркотиците и неговият брат – сенчестия бизнесмен Драгомир Донков. Причините за тази война се крият в миналото, което и двамата се опитват да загърбят, но не успяват. Двамата са влюбени в една и съща жена – Лора (бивша съпруга на Борис и настояща съпруга на Драго/Денис) и ще направят всичко, за да спечелят сърцето ѝ (ясно е, че Лора никога не е изпитвала любов към Борис, а винаги е обичала само Драго/Денис). Единият от братята тръгва по пътя на отмъщението, а вторият ще направи всичко възможно, за да достигне до истината. Сериалът проследява опустошаващата война между двамата, която променя живота им, както и този на близките им хора.

### Сезон 2
Нови заплетени сюжетни линии, загадки и драматични обрати, които ще изправят героите пред тежки изпитания в търсене на прошка, изкупление и втори шанс.

### Сезон 3
Заплетени разследвания на хладнокръвни престъпления, опасни каскади, още по-високи дози адреналин и смразявящи обрати. Основната тема на сезона е свързана със саможертвата, а някои от героите ще влязат в жестока битка с егото си, за да осъзнаят колко са готови да платят за щастието и живота на своите близки.

### Сезон 4
Основната тема ще бъде посветена на свободата да избереш собствения си път и да го отстояваш с всички възможни средства. Това ще бъде сезонът на манипулациите и задкулисните игри, а съдбата зловещо ще настрои героите всеки срещу всеки, без да са сигурни кой е приятел и кой враг.
Зрителите ще разберат какво се случва с Денис Топал, който се спаси на косъм в смъртоносната престрелка във финалния епизод на миналия сезон и какъв обрат е приготвила съдбата за неговия баща – завърналият се от небитието Филип Карамитев и новата му половинка – опасната Юлия Опланчик. Как героите ще продължат живота си след фаталната престрелка, какво ще предприеме другият брат – Александър Акарди и бременната Ива Йосифова, ще стане ясно в новите епизоди на поредицата.

### Сезон 5
Основната тема в петия сезон на криминалната драма ще бъде свързана с изкуплението, разплатата, осъзнаването и завръщането обратно към корените. Скритите истини ще излязат наяве, а героите ще опитат да се върнат към своята изконна същност, но с поуките, които са си взели по пътя до днес. На финала на сериала Александър Акарди-Сандо убива Денис Топал на годежа му, след което се самоубива, като преди това убива и собственият им баща Филип Карамитев.

## Актьорски състав
Главни роли
- Владимир Михайлов – Драгомир Донков/ Денис Топал, бизнесмен, съпруг на Лора, брат на Сандо и Борис, и доведен брат на Виктория, бивш на Юлия, син на Снежа и Филип, и доведен син на Велин. Убит от Сандо. (сезони 1- 5)
- Христо Шопов – Филип Карамитев/Булгаро, наркобос, баща на Драго/Денис и Сандо, бивш любовник на Снежа, съпруг на Юлия, кандидат за кмет на София. Убит от Сандо.  (сезони 3- 5)
- Йоанна Темелкова – Лора Алексиева/ Донкова/ Топал,съпруга на Драго/Денис, родителите и са в Белгия, майка на дъщеря им с Драго/Динис, бивш собственик на агенция, бивша на Борис, приятелка на Ива. Остава жива(сезони 1-5)
- Алекс Иванов – Александър (Сандо) Акарди, брат на Драго/Денис, син на Филип и Лукреция, годеник на Гери, осиновител на Сара. Самоубива се след като убива Филип и Драго.(сезони 3- 5)
- Мартин Димитров – Радослав Андреев, дясната ръка на Денис/Драго, в последствие наркобос, баща на Сара, кум на Денис и Лора. Убит от Денис (сезони 1- 5)
- Лора Христова – Юлия Опланчик, дъщеря на Фьодор, съпруга на Филип, бивша на Денис, обвиняема за трафик на оръжия (сезони 2,3 и 4)
- Калин Врачански – Борис Велинов Донков, брат на Денис/Драго и на Виктория, син на Снежа и Велин, бивш на Лора и приятел на Калин, полицай от ГДБОП, по-късно агент от Европол. Оцелява след опит за убийство в сезон 2, но се появява отново чак в 5 сезон. Остава жив. (1,2;5)
- Тодор Танчев – Велин Донков – съпруг на Мая, бивш съпруг на Снежа, баща на Борис и Виктория, доведен баща на Драго.
- Стела Ганчева – Мая Донкова – съпруга на Велин, майка на Виктория, кума на Денис и Лора.
- Искра Донова – Ива Йосифова – съпруга на Калин, майка на Симеон и Калин Младши, бивша приятелка на Лора.
- Стойо Мирков – Калин Йосифов, най-добър приятел на Борис, инспектор в ГДБОП, съпруг на Ива, баща на Симо. Убит от Денис по време на акция (сезони 1-3)
- Мартин Петков – Симеон Йосифов, син на Ива и Калин, брат на Калин Младши, бивш приятел на Вики, гадже на Поли Остава жив (сезони 1- 5)
- Даниел Ангелов – Димитър Черкезов – шеф на отдел наркотици, баща на Поли, бивш на Ива, по-късно влюбен в Елена.
- Елеонора Иванова – Полина Черкезова, дъщеря на инспектор Черкезов, гадже на Симо (сезони 2- 5)

Второстепенни роли
- Неда Спасова – Елена Давидова
- Радослав Владимиров – Николай Владимиров (сезони 1-4)
- Тигран Tоросян – Марин Владов – дясната ръка на Филип (сезони 3 и 4)
- Иво Йончев – Ангел Михайлов (3-5 сезон)
- Дария Хаджийска – Виктория Донкова, дъщеря на Мая и Велин, бивша приятелка на Симо (сезони 1 и 2)
- Филип Гуляшки – Румен
- Радослав Арнаудов – Цонев
- Огнян Симеонов – Христов
- Михаил Милчев – Жеков (сезони 1, 3 и 4)
- Даниел Иванов – Петко
- Стефан Пейчев – Киро, новият охранител на Денис Топал, след смъртта на Огнян
- Димитър Хаджидимитров – Христо
- Божидар Попчев – Бранимиров (сезони 1 и 4)
- Димитър Иванов – Капитана – Владо Желязото, наркобос (сезони 1 и 4)
- Димитър Димитров – Мечока
- Николай Дончев – Прокурор Тинчев (сезони 1, 3-5)
- Даниел Кръстев – Пепи
- Ивайло Симеонов – Игнатов, кмет
- Богдан Григоров – Гринго – Адвокат Янев
- Веселин Калановски – Давидов – генерал, баща на Давидова
- Атанас Чопов – Недев
- Ана Никол Климентова – Сара, дъщеря на Гери и Радо, осиновена от Сандо (сезони 4 и 5)
- Мирослав Симеонов – Сергей
- Анастасия Левордашка – Ема, гадже на Никсъна, чистачка в новата фирма за почистване на Ива
- Антон Димитрачков – Георги сладкарят
- Даяна Ханджиева – Светла, медицинска сестра, нова майка на Сара
- Хари Аничкин
- Калоян Катинчаров – Георги Русев (Жоро), новоназначен в отдел „Наркотици“
- Анна Махмурова – Андрея Николова, новоназначена в отдел „Наркотици“
- Александър Христозов - агент Еди Хаим, дясна ръка на Давидов
- Назъм Мюмюнов – Барялай Кадими, афганистански наркобос
- Майа Тинкова – болна работничка в Сезон 5
- Манол Герушин – Директора на затвора, сезон 1
- Антон Колев – Тони, приятел на Мартин, гадже на Нора, сезон 2
- Сара Драгулева – Гери, сервитьорка, хостеса, майка на Сара, гадже на Сандо (Убита от Радо и Сандо), сезони 1-4

## Излъчване
Телевизионната премиера на криминалната драма се състои на 7 септември 2020 година в ефира на NOVA. Епизодите се излъчват от понеделник до петък от 22:30. Сериалът завършва на 4 декември 2020 година. Премиерата на втори сезон се състои на 23 февруари 2021 година по NOVA от 22:30. Епизодите се излъчват от вторник до четвъртък и завършва на 20 май 2021 година. Третият сезон стартира на 6 септември, епизодите се излъчват всеки делничен ден от 22:30 по NOVA и завършва на 3 декември 2021 година. Премиерата на четвъртия сезон се състои на 22 февруари 2022 година по NOVA от 22:30. Епизодите се излъчват от вторник до петък в 22:30. Завършва на 20 май 2022 година. Петият финален сезон на сериала стартира на 5 септември 2022 година, епизодите се излъчват от понеделник до четвъртък от 22:30 и завършва на 24 ноември 2022 година.